# Jean-Raymond Peltier
Jean-Raymond Peltier (Abbeville, 6 de diciembre de 1957) es un deportista francés que compitió en remo. Ganó tres medallas en el Campeonato Mundial de Remo entre los años 1978 y 1981.

## Palmarés internacional
| Campeonato Mundial | Campeonato Mundial        | Campeonato Mundial | Campeonato Mundial |
| Año                | Lugar                     | Medalla            | Prueba             |
| ------------------ | ------------------------- | ------------------ | ------------------ |
| 1978               | Cambridge (Nueva Zelanda) | Medalla de plata   | Cuatro scull       |
| 1979               | Bled (Yugoslavia)         | Medalla de bronce  | Cuatro scull       |
| 1981               | Múnich (RFA)              | Medalla de bronce  | Cuatro scull       |